# Asola (Italië)
Asola is een gemeente in de Italiaanse provincie Mantua (regio Lombardije) en telt 9640 inwoners (31-12-2004). De oppervlakte bedraagt 73,6 km², de bevolkingsdichtheid is 129 inwoners per km².

## Demografie
Asola telt ongeveer 3720 huishoudens. Het aantal inwoners steeg in de periode 1991-2001 met 8,0% volgens cijfers uit de tienjaarlijkse volkstellingen van ISTAT.
| Jaar | Inwoneraantal |
| ---- | ------------- |
| 1991 | 8772          |
| 2001 | 9470          |

## Geografie
Asola grenst aan de volgende gemeenten: Acquanegra sul Chiese, Canneto sull'Oglio, Casalmoro, Casaloldo, Casalromano, Castel Goffredo, Fiesse (BS), Gambara (BS), Mariana Mantovana, Piubega, Remedello (BS).

## Geboren
- Elena Bonetti (1974), politica
- Stefano Cavallari (1978), wielrenner

## Externe link

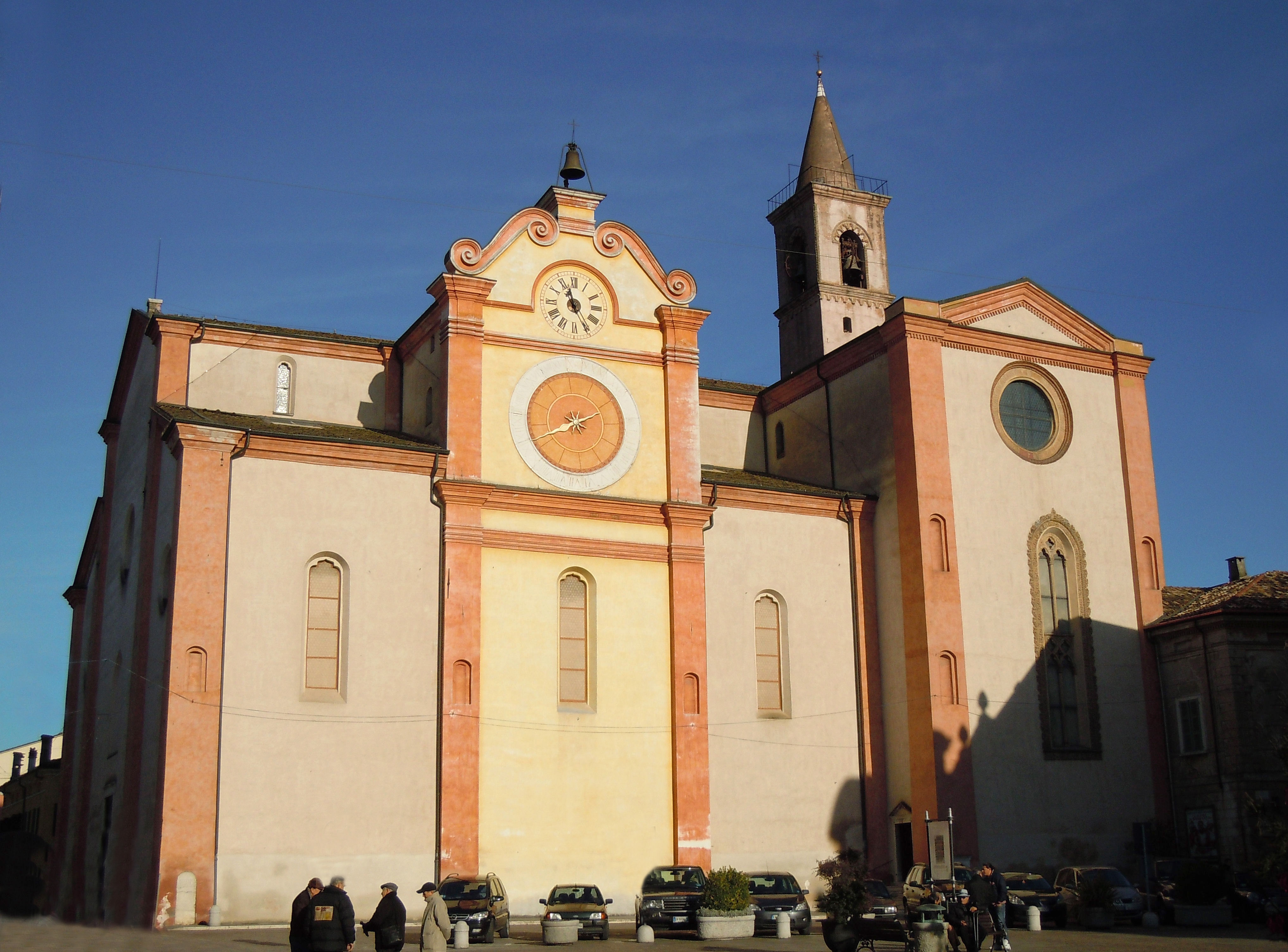
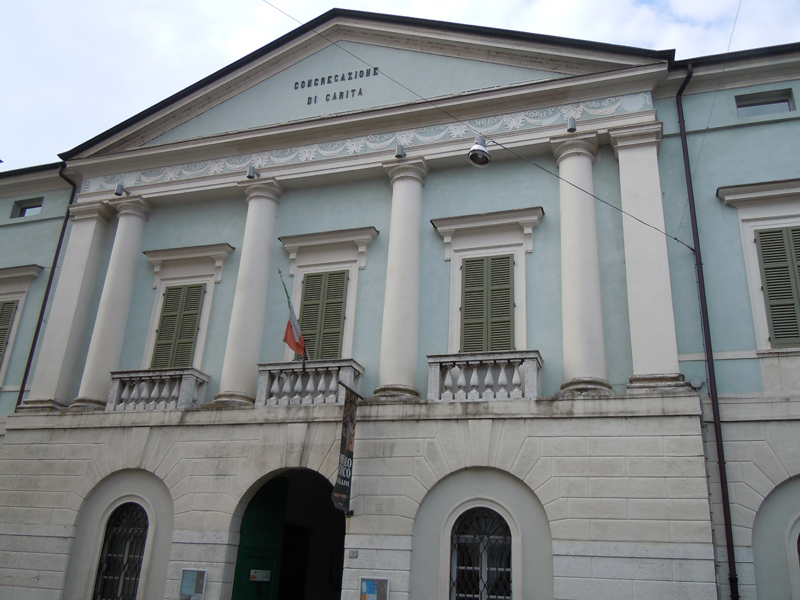
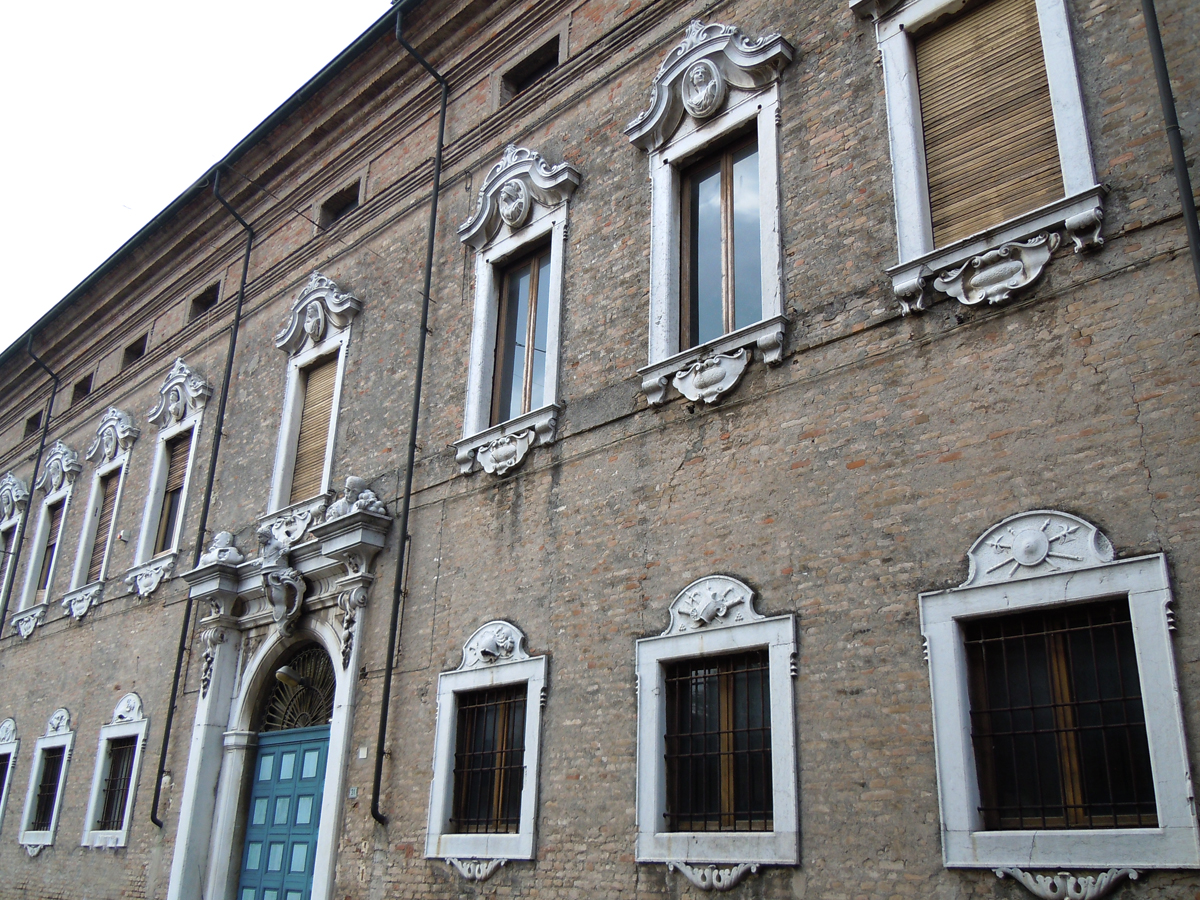